# Ponticola syrman
Ponticola syrman é uma espécie de peixe da família Gobiidae.
Pode ser encontrada nos seguintes países: Bulgária, Moldávia, Roménia, Rússia, Turquemenistão e Ucrânia.